# 自由な翼
自由な翼（じゆうなつばさ）は、声優の國府田マリ子が出した12thマキシシングルである（8cmシングルも含めると23枚目のシングル）。品番はKICM-91135（初回特装版）、KICM-1135（通常版）。

## 概要
- 過去に「みみかきをしていると」「笑顔で愛してる」「雨のちスペシャル」のアレンジを手がけた西脇辰弥が作曲も担当した作品。
- 初回特装版には「自由な翼」収録のDVD付き。

## 収録曲
1. 自由な翼
  - 作詞：國府田マリ子、作曲・編曲：西脇辰弥
2. 大好きなんだものっ!
  - 作詞：國府田マリ子、作曲・編曲：西脇辰弥